# Andrej Tjemerkin
Andrej Ivanovitj Tjemerkin (ryska: Андрей Иванович Чемеркин), född 17 februari 1972 i Solnetjnodolsk i Stavropol kraj i Ryska SFSR, är en rysk före detta tyngdlyftare. Han vann en guldmedalj i supertungvikt vid olympiska sommarspelen 1996 i Atlanta och en bronsmedalj vid olympiska sommarspelen 2000 i Sydney.
Tjemerkin tog också fyra guldmedaljer vid världsmästerskapen 1995, 1997, 1998 och 1999. Han satte nio världsrekord mellan 1994 och 1997 och blev invald i det internationella tyngdlyftningsförbundets Hall of Fame 2010.